# Гільмар Цан
Гільмар Цан (нім. Hilmar Zahn; 6 вересня 1919, Вісбаден — 8 березня 2008, Вісбаден) — німецький офіцер, оберлейтенант повітрянодесантних військ люфтваффе в роки Другої світової війни. Кавалер Лицарського хреста Залізного хреста.

## Нагороди
- Медаль «У пам'ять 1 жовтня 1938» (6 лютого 1940)
- Знак парашутиста Німеччини (22 липня 1942)
- Залізний хрест
  - 2-го класу (3 березня 1943)
  - 1-го класу (18 лютого 1944)
- Нагрудний знак «За поранення»
  - в чорному (3 березня 1943)
  - в сріблі (10 квітня 1944)
  - в золоті (3 червня 1944)
- Нагрудний знак люфтваффе «За наземний бій» (5 березня 1944)
- Лицарський хрест Залізного хреста (9 червня 1944) — як обер-лейтенант і командир 5-ї роти 1-го парашутного полку.